# Isle – Fruktans ö
Isle – Fruktans ö (koreanska: Seom) är en sydkoreansk långfilm från 2000 i regi och manus av Kim Ki-duk. Rollerna spelas av bland andra Suh Jung, Kim Yoosuk, Park Sung-hee och Jo Jae-hyeon.

## Medverkande (urval)
| Suh Jung      | – Hee-jin   |
| Kim Yoosuk    | – Hyun-shik |
| Park Sung-hee | – Eun-a     |
| Jo Jae-hyeon  | – Mang-chee |